# Limopsis compressa
Limopsis compressa is een tweekleppigensoort uit de familie van de Limopsidae. De wetenschappelijke naam van de soort is voor het eerst geldig gepubliceerd in 1874 door G. Nevill & H. L. Nevill.